# ビッグ・THE・良寛
ビッグ・THE・良寛（ビッグ・ザ・りょうかん、生年月日不明 - ）は、良寛をモチーフにした日本の覆面レスラー。

## 経歴
- 2014年6月7日、新潟プロレスコモタウンプラザ大会の対HAKUCHO戦でデビュー[1][2]。

## 得意技
ダイビングヘッドバット
デスバレーボム
ネックハンギングボム
禅僧スピアー
ラリアット

## 入場曲
- Star Cycle（ジェフ・ベック）

## タイトル歴
- 新潟無差別級王座
- 新潟タッグ王座